# Gorączka sobotniej nocy (album)
Gorączka sobotniej nocy – drugi studyjny album szczecińskiego rapera Soboty. Został wydany 8 października 2011 r. nakładem jego własnej wytwórni StoproRap. Za produkcję albumu w całości odpowiada producent i przyjaciel rapera – Matheo. Skrecze wykonali DJ Feel-X i DJ Decks – członek grupy Slums Attack. W wyniku przeprowadzonego wywiadu z portalem hip-hop.pl, album w stosunku do poprzedniego będzie bardziej spójny muzycznie, ale jak zaznaczył sam Sobota "można na niej znaleźć przekrój brzmień: od elektronicznych, poprzez żywe instrumenty, po dźwięki zahaczające nawet o folk".
Gościnnie występują Chada, chór Montu, Czapka, wyżej wymieniony Matheo, Paluch, Panna Quan, Slums Attack, Pih, Rena, Rufijok, Sage, Smagalaz, Starszy, Tede, Tony Jazzu i Wini. Pierwszym singlem promującym album był utwór "Jesteś już mój, Jesteś już moja" do którego powstał teledysk. Drugim singlem został utwór "Do góry łeb" z gościnnym udziałem chóru Montu. Ostatnim utworem promującym "Gorączkę sobotniej nocy" jest "Numer na życzenie".
Nagrania uzyskały status złotej płyty.

## Lista utworów
Opracowano na podstawie materiału źródłowego.
1. "Intro" (produkcja: Matheo) – 2:44
2. "Zabroń mi" (produkcja: Matheo) – 2:55
3. "Mój czas" (produkcja: Matheo, gościnnie: Matheo, Starszy) – 4:00
4. "Mój dom" (produkcja: Matheo) – 3:04
5. "Nic się nie zrobi samo" (produkcja: Matheo) – 2:49
6. "Przedstawienie musi trwać" (produkcja: Matheo) – 2:58
7. "Ucieczka" (produkcja: Matheo, gościnnie: Rufijok, scratche: DJ FEEL-X) – 4:42
8. "Naprzód" (produkcja: Matheo, gościnnie: Paluch, Slums Attack, Panna Quan, scratche: DJ Decks) – 4:51
9. "Do góry łeb" (produkcja: Matheo, gościnnie: chór Montu) – 3:09
10. "Czuję się dobrze" (produkcja: Matheo) – 3:19
11. "Gorączka sobotniej nocy" (produkcja: Matheo) – 4:46
12. "Przekaz" (produkcja: Matheo, gościnnie: Tede) – 3:55
13. "Skit" (produkcja: Matheo) – 1:41
14. "Wolny mikrofon" (produkcja: Matheo) – 3:01
15. "Niech ktoś mi kurwa powie" (produkcja: Matheo, gościnnie: Smagalaz, Wini) – 4:46
16. "Zimny drań" (produkcja: Matheo) – 2:56
17. "Numer na życzenie" (produkcja: Matheo) – 3:51
18. "Era frajera" (produkcja: Matheo, gościnnie: Czapka, scratche: DJ FEEL-X) – 4:29
19. "Szczecin" (produkcja: Matheo, gościnnie: Spółdzielnia, scratche: DJ FEEL-X) 5:26
20. "Bez odwrotu" (produkcja: Matheo, Pih, Chada) – 3:41
21. "Jesteś już mój, jesteś już moja" (produkcja: Matheo) – 3:55